# Steinbier

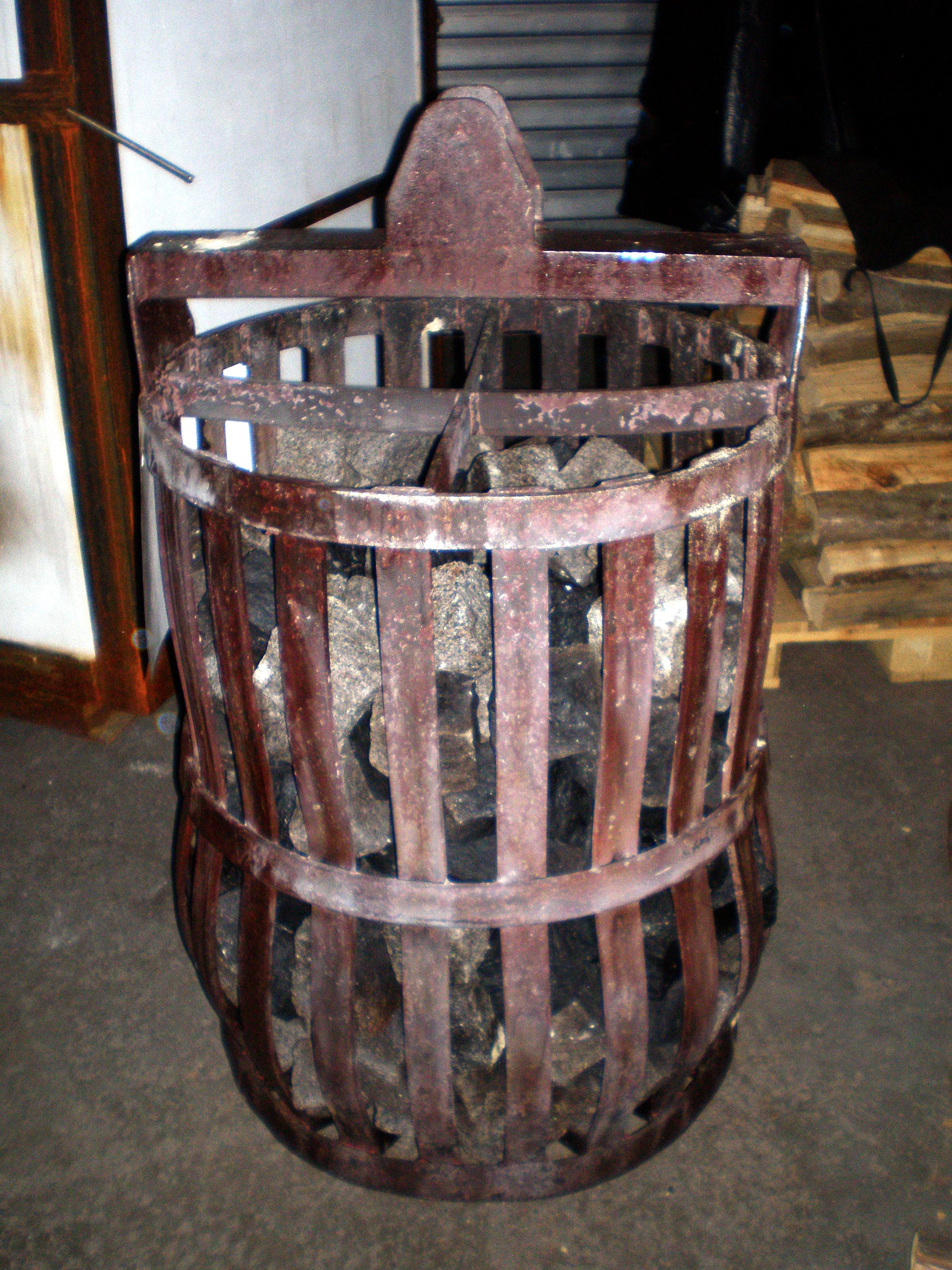
El gavión para el proceso de elaboración de la fábrica de cerveza Leikeim.

La steinbier (nombre que en alemán quiere decir ‘cerveza de piedra’) es un tipo de cerveza alemana. 

## Producción
Para su producción se calienta por medio de piedras incandescentes que calientan el mosto durante la maceración. Muchos azúcares se caramelizan sobre la piedra. Como esta se deja en el recipiente durante la refrigeración, el azúcar caramelizado se disuelve y participa en la fermentación. El azúcar del caramelizado combinado con el ahumado de la piedra da a la cerveza su sabor característico.

## Desarrollo e historia
La seguridad sanitaria de la cerveza se asociaba tanto con la presencia de alcohol como con la cocción del mosto que eliminaba potenciales agentes patógenos. El tratamiento térmico se realizaba por la técnica denominada “Steinbier” (“cerveza de piedra”) que consistía en colocar las piedras en el fuego al rojo y luego sumergirlas en el mosto. Este método fue muy común en las regiones alpinas de Europa en donde las piedras podían extraerse con facilidad y transportarse a los sitios de elaboración.